# Hélios Latchoumanaya
Hélios Latchoumanaya (Tarbes, 4 de junio de 2000) es un judoka paralímpico francés. Practica el judo en la categoría B3 (discapacitados visuales con una agudeza visual de 2/60 a 6/60) en la categoría de peso de menos de 90 kilos.

## Biografía
Tras obtener el bachillerato y seguir un programa de estudios deportivos en Burdeos y Toulouse, se incorporó al INSEP en 2018. Es miembro del club AS Bourg-la-Reine.
En 2017, ganó una medalla de plata en los Campeonatos Europeos IBSA 2017 en Walsall (Reino Unido) y 2019 en Ginebra (Suiza); también ganó una medalla de plata en 2019 en los Campeonatos Mundiales de Para-Judo en Fort Wayne, Estados Unidos.
En junio de 2021, ganó el Gran Premio de Warwickx y compitió en agosto en los Juegos Paralímpicos de Tokio: obtuvo una medalla de bronce tras ser derrotado por el iraní Vahid Nouri en las semifinales.
Fue distinguida con la Orden Nacional del Mérito el 8 de septiembre de 2021.

## Palmarés internacional
| Juegos Paralímpicos | Juegos Paralímpicos | Juegos Paralímpicos | Juegos Paralímpicos |
| Año                 | Lugar               | Medalla             | Categoría           |
| ------------------- | ------------------- | ------------------- | ------------------- |
| 2020                | Tokio (Japón)       | Medalla de bronce   | –90 kg              |